# نيك إيميت
نيك إيميت (بالإنجليزية: Nick Emmett)‏ هو لاعب دوري الرغبي أسترالي، ولد في 12 مايو 1982 في جرافتون في أستراليا.